# Cademario
Cademario (lmo. Canvée) – miejscowość i gmina w południowej Szwajcarii, w kantonie Ticino, w okręgu (distretto) Lugano, w powiecie (circolo) Agno. 

## Demografia
W Cademario mieszka 765 osób. W 2021 roku 19,2% populacji gminy stanowiły osoby urodzone poza Szwajcarią. 